# 塔利加
塔利加，是西班牙埃斯特雷马杜拉巴达霍斯省的一个市镇。总面积31平方公里，总人口738人（2001年），人口密度24人/平方公里。